# 安普弗施泰因山
47°10′28″N 11°18′47″E / 47.17444°N 11.31306°E

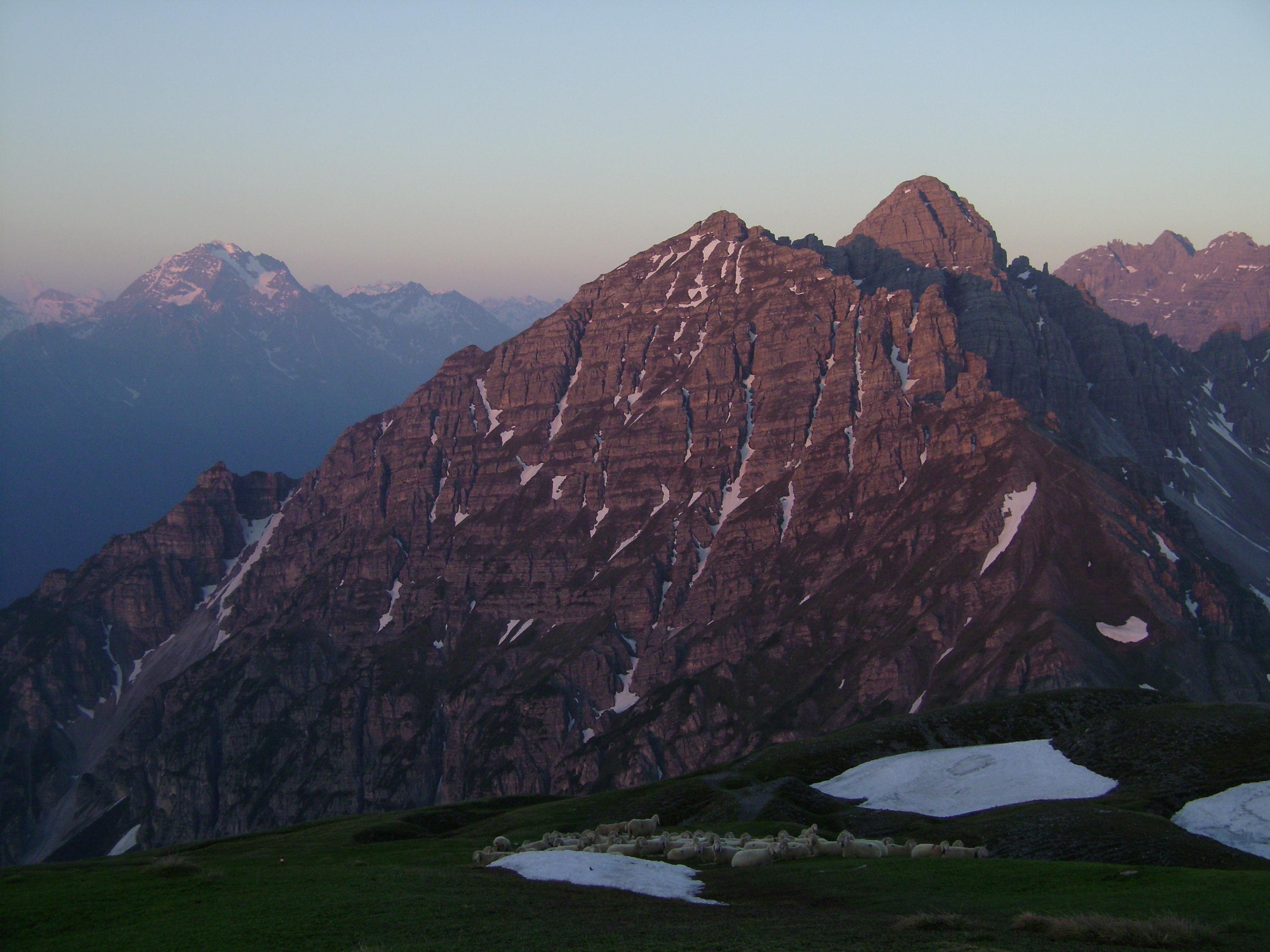

安普弗施泰因山（德語：Ampferstein），是奧地利的山峰，位於該國西部，由蒂羅爾州負責管轄，屬於卡克格爾山脈的一部分，距離馬希賴森峰0.4公里，海拔高度2,556米，每年平均降雨量1,666毫米，人類在1879年首次登頂。